# Estevão Ribeiro
Estevão Ribeiro (1979, Vitória, Espírito Santo) é escritor, quadrinista brasileiro, diretor e roteirista audiovisual. Ainda no Espírito Santo, criou o personagem Tristão e escreveu o romance Enquanto Ele Estava Morto.
Criado em 1999, Tristão foi um das séries publicadas na revista em formatinho Graphic Talents da Editora Escala, posteriormente, o personagem foi publicado de forma independente.
Em 2008, mudou-se para Niterói, passando a trabalhar como ilustrador do jornal O Dia. Criou a tira cômica Os Passarinhos, que já teve três coletâneas publicadas em forma de livro. Também fez os roteiros as graphic novels Pequenos Heróis e Futuros Heróis, com a participação de diversos desenhistas brasileiros, que homenageavam os super-heróis das editoras norte-americanas DC Comics e Marvel, respectivamente. Em 2011, ganhou o 23º Troféu HQ Mix na categoria "Melhor publicação infantojuvenil" pelo livro Pequenos Heróis. Em 2014, publicou pela Desiderata a graphic novel Da Terra à Lua, inspirado no romance de mesmo nome de Júlio Verne com elementos do romance Os Primeiros Homens na Lua de H. G. Wells e do filme Viagem à Lua de Georges Méliès. 
Em março de 2020, participou do financiamento coletivo no Catarse de uma coletânea inspiradas nos Mitos de Cthulhu de H. P. Lovecraft pela Skript Editora.
NO AUDIOVISUAL
Começou sua carreira no audiovisual como roteirista em dois curtas, ambos com direção de André Vianco: Saia do Meu Quarto (2012) e Aprovada! (2018). A estreia na TV foi como assistente de roteiro na série Dra. Darci (2018), no Multishow.
Também Desenvolveu séries e filmes para o programa Narrativas Negras da Viacom, em 2019; Foi head de sala de filme autoral de Natal (nome sob sigilo) para a Paramount+; Integrou a sala de roteiro da segunda temporada série 5x Comédia (2024), AMAZON;
É roteirista das temporadas 1 e 2 da série Cidade de Deus - A Luta Não Para, sucesso de crítica, lançada (2024); É co-criador e foi head de sala da série animada Vovó Tatá (GLOOB / RACCORD), que tem Elisa Lucinda como voz original da personagem-título, (2024).

Em sua estreia na direção, escreveu e co-dirigiu o curta “Salve, Rainha!”, estrelado por Valeria Barcellos e Suely Bispo, em pós-produção.